# Gunung Raya (Warkuk Ranau Selatan)
Gunung Raya is een bestuurslaag in het regentschap Ogan Komering Ulu Selatan van de provincie Zuid-Sumatra, Indonesië. Gunung Raya telt 2287 inwoners (volkstelling 2010).